# Стела «Город воинской славы» (Полярный)
Па́мятник-сте́ла «Го́род во́инской сла́вы» был открыт 17 октября 2010 года на площади Победы в городе Полярном. Стела установлена в память о присвоении Полярному почётного звания «Город воинской славы».

## История
История города, основанного в 1899 году в качестве российского незамерзающего порта на Баренцевом море, неразрывно связана крупнейшим пунктом базирования Северного флота — важного элемента обороны Заполярья и других морских рубежей России, сыгравшего большую роль во время Великой Отечественной войны, путём непрерывных действий на открытом морском театре, который отличался огромными размерами и суровыми физико-географическими особенностями. В окрестностях Полярного, оказавшегося последним рубежом на пути к Кольскому заливу, было сооружено два оборонительных рубежа. Когда 29 июня 1941 года противник перешёл границу на мурманском направлении, директивой главнокомандующего Северо-Западным направлением была поставлена задача: помочь 14-й армии изгнать фашистов из пределов страны, «при любом положении на сухопутном фронте Северному флоту оставаться в Полярном, защищая этот пункт до последней крайности». За период войны около 40 тысяч моряков-североморцев ушли на сухопутный фронт, защищая Заполярье и пополнив морские бригады, сражавшиеся в Сталинграде. За ратные подвиги на Северном флоте 48 тысяч человек награждены орденами и медалями, а 85 из них присвоено звание Героя Советского Союза. Значительная доля боевых заслуг принадлежит Полярному, где на протяжении всей войны размещался штаб флота, базировались основные боевые силы и структуры тылового обеспечения.
После учреждения в 2006 году почётного звания Российской Федерации «Город воинской славы» городские общественные организации выступили с инициативой о присвоении Полярному этого высокого звания, и Указом Президента Российской Федерации от 5 мая 2008 г. № 555 город был удостоен почётного звания «За мужество, стойкость и массовый героизм, проявленные защитниками города в борьбе за свободу и независимость Отечества». 6 мая 2008 года в Екатерининском зале Московского Кремля состоялась церемония вручения грамот о присвоении звания городам, в числе которых был Полярный.
24 августа 2009 года поступила в обращение почтовая марка, а 30 мая 2012 года в обращение была выпущена памятная монета «Город воинской славы Полярный» номиналом 10 рублей. 

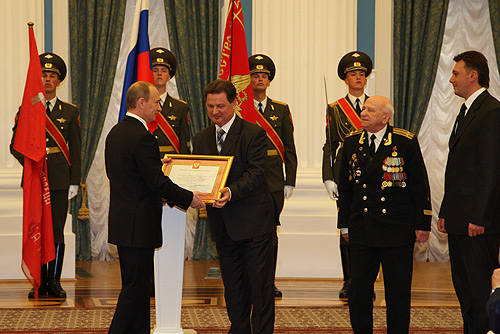
Вручение грамоты о присвоении Полярному почётного звания
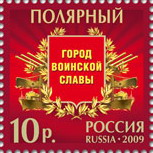
Памятная марка, посвящённая городу воинской славы
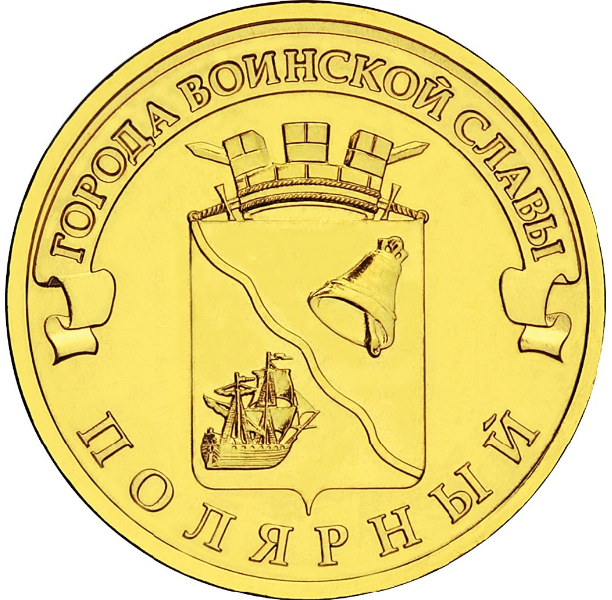
Изображение герба города воинской славы на монете
- Парад на площади Победы 9 мая 2019 года

В соответствии с Указом президента РФ от 1 декабря 2006 года № 1340, в каждом городе, удостоенном этого высокого звания, устанавливается стела, посвящённая этому событию. Архитектурно-скульптурное решение памятной стелы «Город воинской славы» утверждено Российским организационным комитетом «Победа» по результатам открытого всероссийского конкурса, в котором в 2008 году победил проект авторского коллектива в составе: заслуженный архитектор России И. Н. Воскресенский, Г. А. Ишкильдина, В. В. Перфильев, народный художник России С. А. Щербаков. По рассмотрении нескольких возможных вариантов размещения памятника были проведены инженерно-геологические изыскания, и наиболее отвечающим требованиям был признан участок на площади Победы. Сооружением памятника логически завершился архитектурный ансамбль площади, на которой в 2003 году появились Аллея Героев с мемориальными досками 30 Героям Советского Союза, рубка дизельной подводной лодки и памятник «Морская душа» работы скульптора Л. Е. Кербеля. 
В августе 2010 года был подготовлен фундамент для стелы, и 1 сентября начался её монтаж. Торжественное открытие памятника состоялось 17 октября 2010 года. Несмотря на снежную погоду, почтить память героев войны посчитал своим долгом каждый второй житель Полярного. В церемонии приняли участие губернатор Мурманской области Д. В. Дмитриенко, командование Северным флотом, ветераны и один из авторов проекта, художник-архитектор В. В. Перфильев. Торжественным маршем прошли соединения Краснознамённой Кольской флотилии. 
На площади со стелой проводятся парады и другие памятные мероприятия, в частности, посвящённые Дню города, Дню защитника Отечества и Дню Победы. Около стелы организована зона отдыха с фонтаном для горожан.

## Описание
Символ мужества и воинской славы представляет собой полированную колонну дорического ордера высотой около 11 метров и весом 9 тонн (из гранита, добытого в Балтийском месторождении под Выборгом), с бронзовыми капителью и базой. Общий вес камня, использованного при строительстве стелы, составляет 200 тонн, вес бронзы – около 300 кг. Наверху колонны размещён бронзовый позолоченный государственный герб России, на постаменте в бронзовом картуше располагается текст Указа Президента РФ о присвоении почётного звания, а на оборотной стороне — бронзовый герб Полярного. Колонну окружают четыре гранитных пилона (вес каждого около трёх тонн), на которых размещено восемь бронзовых барельефов, посвящённых наиболее важным военно-историческим событиям, вошедшим в летопись Полярного. Общий проект одинаков для всех городов воинской славы, но рельефы отличаются. В частности, в Полярном бронзовые художественные полотна декорированы флотскими элементами — якорями и канатами. 
Тематика барельефов:
- Роль торпедных катеров в обороне Заполярья. Изображение катерника капитан-лейтенанта А. О. Шабалина, дважды Героя Советского Союза.
- Роль надводных кораблей в обороне Заполярья. Изображение подвига сторожевого корабля «Туман».
- Роль морской пехоты в обороне Заполярья.
- Роль авиации в обороне Заполярья. Изображение гвардии подполковника Б. Ф. Сафонова, лётчика, дважды Героя Советского Союза.
- Роль военных медиков в обороне Заполярья. Изображение генерал-лейтенанта Д. А. Арапова, военврача, Героя Социалистического Труда.
- Роль судоремонтников в обороне Заполярья. Изображение ордена Трудового Красного Знамени плавмастерской «Красный Горн».
- Роль подводников в обороне Заполярья. Изображение контр-адмирала И. А. Колышкина, Героя Советского Союза.
- Роль подводников в обороне Заполярья. Изображения подводной лодки Щ-421, адмирала Н. А. Виноградова и контр-адмирала И. А. Колышкина.

История памятника отражена в городском историко-краеведческом музее в зале основной экспозиции, посвящённом военной летописи города, где хранится Меч Победы, вручённый Полярному, как и другим городам воинской славы, 9 июня 2022 года в зале Славы Музея Победы в парке Победы на Поклонной горе в Москве. Изготовленный в Златоусте меч покрыт золотом высшей 999,9 пробы и инкрустирован уральскими самоцветами — гранатами, символизирующими пролитую кровь, и голубыми топазами, которые считаются символом мира. Длина мечей составляет 1,2 метра, вес — более пяти килограммов. На клинке, украшенном растительным орнаментом, высечены знаменитые слова князя Александра Невского: «Кто с мечом к нам придет, тот от меча и погибнет». Ранее, в апреле 2015 года, аналогичные Мечи Победы были переданы на вечное хранение городам-героям. Памятнику посвящены тематические экскурсии, организуемые музеем.